# Bowiea
Bowiea es un género monotípico  de plantas herbáceas, perennes y bulbosas perteneciente a la subfamilia de las escilóideas dentro de las asparagáceas. Su única  especie: Bowiea volubilis,  habita en África.

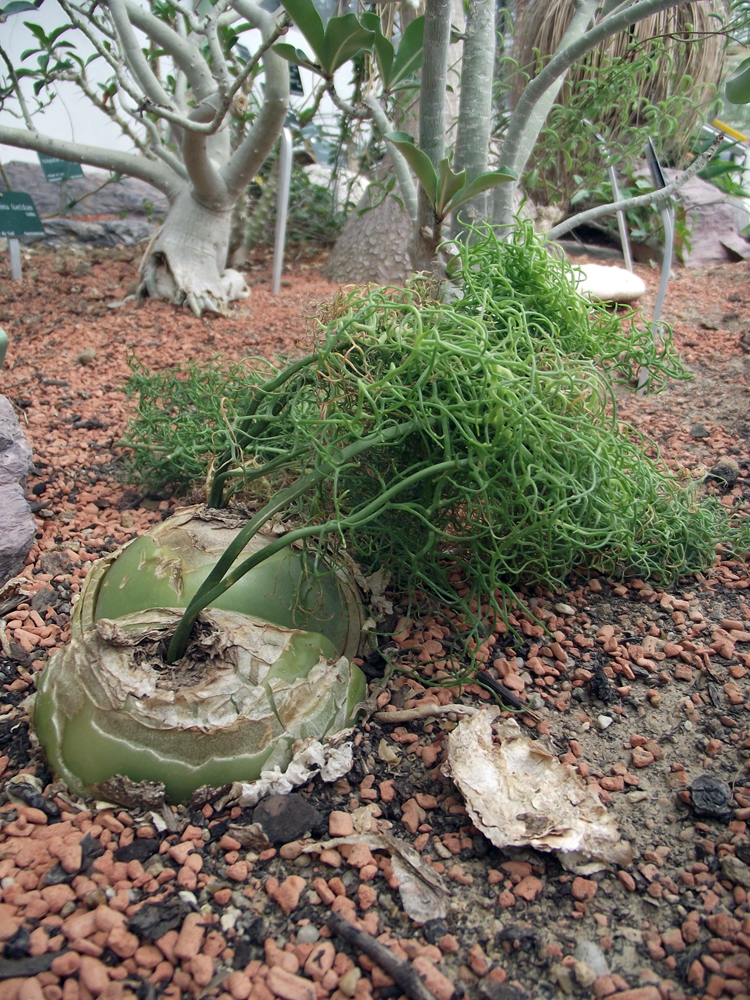
Vista de la planta

## Descripción
Es una planta bulbosa  de color verde, globosa, de tubérculos como bulbos de 10-15 cm de diámetro, revestido con unas túnicas dísticas gruesas; produce 1-2, tallos pequeños, subteretes, erguidos, desapareciendo muy temprano;  alcanzando una longitud de hasta 120 cm de altura, produciendo abundantes,  ramas con delgadas, cilíndricas, ramillas arqueadas con flores verdosas bracteadas, producidas a partir del tallo principal en largos pedicelos arqueados. El fruto es una cápsula ovoide, de color marrón.

## Taxonomía
Bowiea volubilis fue descrita por William Henry Harvey  y publicado en Botanical Magazine 93: t. 5619. 1867.
Variedades
- Bowiea volubilis subsp. gariepensis (van Jaarsv.) Bruyns
- Bowiea volubilis subsp. volubilis

Sinonimia
- Ophiobostryx volubilis (Harv.) Skeels
- Schizobasopsis volubilis (Harv.) J.F.Macbr.[5][6]

subsp. gariepensis (van Jaarsv.) Bruyns
- Bowiea gariepensis van Jaarsv.

subsp. volubilis
- Bowiea kilimandscharica Mildbr.